# Buliminus carneus
Buliminus carneus е вид охлюв от семейство Enidae. Видът не е застрашен от изчезване.

## Разпространение
Разпространен е в Гърция, Кипър и Турция.